# L'isola stregata degli zombies
L'isola stregata degli zombies (Voodoo Island) è un film del 1957 diretto da Reginald Le Borg.
È un film horror statunitense con Boris Karloff, Beverly Tyler e Murvyn Vye.

## Trama
Caraibi, Anni 50 del XX secolo. Una cordata di affaristi decide di sfruttare il turismo nella regione, costruendo un albergo su di un'isola. Non sanno però che in quel luogo risiedono degli adepti al culto del Voodoo, che ostacoleranno con tremende pratiche magiche i loro traffici. Terrorizzati da quanto subiranno, i finanzieri abbandoneranno l'isola promettendo di non raccontare e di dimenticare quanto vissuto laggiù.

## Produzione
Il film, diretto da Reginald Le Borg su una sceneggiatura di Richard H. Landau, fu prodotto da Howard W. Koch per la Aubrey Schenck Productions e la Bel-Air Productions e girato a Kaua'i, Hawaii, dal 26 ottobre 1956 con un budget stimato in 150.000 dollari.

## Distribuzione
Il film fu distribuito con il titolo Voodoo Island negli Stati Uniti nel febbraio del 1957 dalla United Artists. È stato poi redistribuito anche con il titolo Secret Death dalla Cari Releasing Corporation. È stato distribuito anche in Italia con il titolo L'isola stregata degli zombies.

## Promozione
Le tagline sono:
- "SEE! Men Turned Into Zombies! SEE! Woman-Eating Cobra Plants! SEE! Strange Voodoo Rituals! SEE! The Bridge Of Death! ".
- "A SPINE-CHILLING HORROR HIT!!!! ".
- "They Came Seeking Paradise... but Found a Garden of EVIL! ".
- "Death never takes a holiday. ".